# Oradour-Saint-Genest
Oradour-Saint-Genest település Franciaországban, Haute-Vienne megyében. Lakosainak száma 354 fő (2022. január 1.). Oradour-Saint-Genest Azat-le-Ris, Lathus-Saint-Rémy, La Bazeuge, Dinsac, Le Dorat, Saint-Sornin-la-Marche és Val-d’Oire-et-Gartempe községekkel határos.

## Népesség
A település népességének változása:
| Lakosok száma | 370  | 351  | 377  | 333  | 330  | 329  | 328  | 341  | 354  |
|               | 2013 | 2015 | 2016 | 2017 | 2018 | 2019 | 2020 | 2021 | 2022 |